# Корбе, Николай Сергеевич
Николай Сергеевич Корбе (1897—1980) — капитан лейб-гвардии 4-го стрелкового полка, герой Первой мировой войны, участник Белого движения.

## Биография
Сын члена совета Дворянского земельного банка, действительного статского советника Сергея Константиновича Корбе (1867—1926). Старший брат Лев (1894—1915) — также георгиевский кавалер.
По окончании ускоренного курса Пажеского корпуса, 1 декабря 1914 года выпущен был прапорщиком в лейб-гвардии 4-й стрелковый полк, в рядах которого и вступил в Первую мировую войну. Произведен в подпоручики 30 июля 1915 года, в поручики — 10 августа 1916 года. Удостоен ордена Святого Георгия 4-й степени
За бой в Квадратном лесу 1 сентября 1916 года, в котором поручик Николай Корбе, командуя временно 4-й ротой Его Величества, взял несколько линий немецких окопов, захватил 1 пулемет и пленных.
В Гражданскую войну капитан Корбе участвовал в Белом движении в составе Добровольческой армии и ВСЮР. В 1919 году — командир роты своего полка в Сводно-гвардейском полку, в октябре 1919 — командир 4-й роты Сводно-гвардейского стрелкового полка, в ноябре 1919 — командир 2-й роты сводного батальона Сводно-гвардейского стрелкового полка. Подполковник. Участвовал в Бредовском походе, 20 июля 1920 года эвакуировался в Югославию, затем вернулся в Крым. В Русской армии до эвакуации Крыма. Галлиполиец.
Осенью 1925 года — в составе Гвардейского отряда в Чехословакии. Получил высшее образование, был инженером-химиком. Затем переехал в Югославию, состоял членом полкового объединения. Служил в югославской армии в чине майора. После Второй мировой войны переехал в Аргентину. Умер в 1980 году в Буэнос-Айресе. Похоронен на Британском кладбище. Был женат, имел сына.

## Награды
- Орден Святой Анны 4-й ст. с надписью «за храбрость» (ВП 15.12.1916)
- Орден Святого Георгия 4-й ст. (Приказ по 11-й армии от 25 сентября 1917 года, № 676)